# Gonzalo López de Ocampo
Gonzalo López de Ocampo (ur. 1572 w Madrycie, zm. 15 października 1627 w Limie) – hiszpański duchowny katolicki, czwarty arcybiskup limski oraz prymas Peru od 1623 r.

## Życiorys
Pochodził z hiszpańskiej rodziny szlacheckiej. Urodził się w 1572 r. jako syn Fernando Lopez de Campo i Marii Rojas de Santa Gadea. Studiował na Uniwersytecie w Salamance. Uzyskał tam stopień doktora prawa kanonicznego. Następnie udał się do Rzymu, gdzie pracował w tajnej radzie papieża Klemensa VIII. Potem powrócił do Hiszpanii obejmując urząd wikariusza generalnego archidiecezji sewilskiej oraz został archidiakonem Cabildo.
Następnie wybrano go na biskupa Guadix. Nie udało mu się uzyskać zatwierdzenia papieskiego na ten urząd, ponieważ został mianowany arcybiskupem metropolitą limskim i prymasem Peru, 2 października 1623 r. Jego konsekracja biskupia miała miejsce 1 marca 1624 r. w Madrycie. Bezpośrednio po święceniach udał się do Nowego Świata. W czasie tej podróży zachorował w Panamie, a docierając do Cartageny de Indias napisał do rady metropolii, aby ogłosić swój zbliżający się przyjazd.
Po przybyciu do Limy odbył 20 kwietnia 1625 r. uroczysty ingres do prymasowskiej bazyliki archikatedralnej, a następnie objął rządy w archidiecezji. Dostrzegł wiele zaniedbań ze strony miejscowego duchowieństwa oraz jego zbytnie przywiązanie do dóbr doczesnych.
Za jego pontyfikatu dokonano zakończenia budowy archikatedry w Limie, która zakończyła się uroczyście 19 października 1625 r. uroczystym poświęceniem budowli. Wiele uwagi arcybiskup poświęcał wizytacją parafii oraz spotkaniom z lokalnym duchowieństwem. W liście pasterskim z Huarmey, zachęcał kapłanów do częstszego udzielania Eucharystii Indianom amerykańskim. Starał się wytępić stare pogańskie religie, czemu służyć miała dalsza chrystianizacja Indian zapoczątkowana w pierwszej połowie XVI w. Wspomagali go przy tym misjonarze: Camino de Huanuco oraz Fernando de Avendano.
W ciągu jednej z takich misji zachorował i zmarł w 1627 r. w prowincji Recuay z Huaylas.